# دينيسي ديفيد
دينيسي ديفيد (بالعبرية: דין דוד‏) (14 مارس 1996 في إسرائيل - ) هو لاعب كرة قدم إسرائيلي في مركز الهجوم.

## وصلات خارجية
- دينيسي ديفيد على موقع الاتحاد الأوربي (الإنجليزية)
- دينيسي ديفيد على موقع قاعدة بيانات كرة القدم.إي يو (الإنجليزية)
- دينيسي ديفيد على موقع ناشيونال فوتبول تيمز (الإنجليزية)
- دينيسي ديفيد على موقع Soccerway.com (الإنجليزية)
- دينيسي ديفيد على موقع عالم كرة القدم.نت (الإنجليزية)